# Fenilchetonuria
Il termine fenilchetonuria o iperfenilalaninemia di tipo I indica la presenza di alti tassi di fenilpiruvato nelle urine e di fenilalanina nel sangue. Si riferisce più spesso alla sindrome fenilchetonurica o PKU, la più comune malattia pediatrica genetica, dovuta a diversi tipi di mutazioni recessive di un gene localizzato sul cromosoma 12 (locus 12q23.2), tutte accomunate dal fatto di produrre come effetto finale fenilchetonuria e iperfenilalaninemia.

## Epidemiologia
La fenilchetonuria è classificata come malattia rara del metabolismo. L'iperfenilalaninemia di tipo I ha una frequenza di 1:10 000-15 000 nati vivi.

## Storia
Prima che la fenilchetonuria fosse analizzata e studiata era causa di gravi disabilità neurologiche negli individui affetti, riscontrabili ancora oggi in quei pazienti nati prima che lo screen neonatale metabolico fosse largamente diffuso.
La malattia venne scoperta dal medico norvegese Ivar Asbjørn Følling nel 1934, quando egli notò che correlata ad un iperfenilalaninemia vi era una disabilità intellettiva. Følling fu inoltre uno dei primi medici che applicarono dettagliate analisi biochimiche allo studio di una malattia. Nel 1934 si presentò all'ospedale di Oslo Rikshospitalet una giovane donna di nome Borgny Egeland, madre di due figli, Liv e Dag, sani alla nascita ma che gradualmente svilupparono un ritardo mentale. La madre inoltre si era accorta che l'urina di Dag aveva un forte odore insolito, per questo essa venne analizzata dal Dr. Følling il quale riscontrò che l'odore in questione era causato dall'eccesso di acido fenilpiruvico nelle urine del bambino, e proprio da questa esperienza venne coniato il termine fenilchetonuria.
La scoperta dell'acido fenilpiruvico nelle urine fu possibile in quanto Følling chiese ad altri medici di poter testare le urine di pazienti aventi le stesse condizioni, ed in otto casi venne riscontrata la stessa sostanza nelle urine. Una serie di studi ed esperimenti precisi permisero di determinare la natura della sostanza in questione, in particolare notò che a partire da essa era possibile ottenere dell'acido benzoico e della benzaldeide, il che gli fece concludere la presenza di un gruppo benzenico all'interno della molecola, inoltre venne provato che la temperatura di fusione di tale sostanza era la stessa dell'acido fenilpiruvico, compatibile con la componente benzenica osservata.

## Eziopatogenesi
La fenilchetonuria o iperfenilalaninemia di tipo I è una malattia autosomica recessiva dovuta a mutazioni nel gene PAH (Phenylalanine Hydroxylase) codificante per l'enzima fenilalanina idrossilasi, attivo in particolare nel fegato. Sono note circa 500 mutazioni differenti a carico di questo gene. La fenilalanina idrossilasi è un enzima che, con la collaborazione della tetraidrobiopterina (BH4) come cofattore, trasforma l'amminoacido essenziale fenilalanina in tirosina. Quando l'enzima fenilalanina idrossilasi non è funzionante, la fenilalanina si accumula nel sangue e in alcuni tessuti del corpo (oltre 20 mg/dL mentre i livelli normali sono di 1 mg/dL). La fenilalanina accumulata viene in parte convertita in fenilpiruvato e fenilacetato, i quali vengono escreti attraverso le urine.
La carenza di tirosina, dovuta all'inefficiente conversione di fenilalanina in tirosina, porta a bassi livelli di tirosina e conseguentemente a un'insufficiente produzione di molecole da essa derivate, come i neurotrasmettitori adrenalina, noradrenalina, dopamina e il precursore della melanina, la DOPA. Elevate concentrazioni di fenilalanina nel cervello possono provocare disabilità intellettive e ritardo nell'accrescimento. Non è ancora noto il meccanismo con il quale la fenilalanina provochi disabilità intellettiva, ma si pensa che saturi i trasportatori di alcuni amminoacidi presso la barriera ematoencefalica determinando da una parte una concentrazione troppo elevata di questa sostanza nel cervello e d'altra parte una diminuzione dei livelli di altri amminoacidi con cui compete a livello del trasportatore.
Inoltre, dal momento che i livelli di tirosina risultano bassi e che la fenilalanina è un inibitore di enzimi come la triptofano idrossilasi, c'è una minore produzione di molti neurotrasmettitori fondamentali nei circuiti nervosi, cioè dopamina, serotonina, adrenalina e noradrenalina. Sembra che elevate concentrazioni di fenilalanina rallentino anche lo sviluppo neuronale determinando neuroni più piccoli della media che hanno più difficoltà nel formare sinapsi con altri neuroni. Alla fenilchetonuria si affiancano patologie note come iperfenilalaninemie (di tipo II e III) dovute o ad un'attività ridotta della fenilalanina idrossilasi oppure per livelli troppo bassi di tetraidrobiopterina dovuti a disfunzioni degli enzimi diidropteridina reduttasi o 6-piruvoil-tetraidropterina sintetasi.

## Sintomatologia
I bambini affetti da fenilchetonuria non dimostrano sintomi particolari alla nascita. Se non trattata attraverso una dieta adeguata, col tempo molti sviluppano i primi sintomi come rash cutanei, nausea, vomito, irritabilità, eczematosi e la tossicità della fenilalanina a livello del sistema nervoso si manifesta gradualmente con tremori, ipertono muscolare e iperreflessia tendinea. La scarsa presenza di tirosina non permette che sia convertita in quantità sufficienti di dopa e quindi di melanina, conseguentemente le persone affette da questa patologia hanno carnagione chiara, spesso occhi azzurri e capelli biondi, dovuti alla depigmentazione cutanea.
A lungo termine, in assenza di dieta, i soggetti sviluppano progressive disabilità intellettive. Le pazienti affette da PKU che riescono mediante l'adeguata dieta a raggiungere un'età fertile, se a dieta fin dall'inizio della gravidanza, non creano problemi rilevanti al feto che nascerà eterozigote per la PKU, ma sano. Seri problemi si hanno in gravidanze non programmate di donne PKU e, quindi, a dieta libera. I livelli elevati di fenilalanina ematici della madre possono avere effetti teratogeni sul feto. Il feto rischia nei primi due mesi problemi cardiaci e successivamente microcefalia che può comportare un grave ritardo mentale. Durante il parto non si hanno problemi particolari. Il soggetto affetto da fenilchetonuria deve attenersi ad una dieta rigida che prevede l'introduzione di alimenti a basso contenuto proteico per evitare i potenziali danni che si potrebbero avere non seguendo un adeguato regime alimentare.

## Diagnosi
Viste le gravi conseguenze a cui vanno incontro i fenilchetonurici, gli stati europei e americani hanno istituito indagini su tutti i neonati per la diagnosi precoce della PKU. Le analisi vengono effettuate mediante la spettrometria di massa tandem.
In uso anche il test di Guthrie che consiste nel porre una goccia di sangue su un disco di carta da filtro, messo in seguito in contatto con una coltura del batterio Bacillus subtilis a cui è aggiunta β-2-tienialanina, che inibisce la crescita batterica. In presenza di fenilalanina, l'inibizione viene contrastata e i batteri sopravvivono. Una continuazione della crescita batterica è quindi segnale di alti livelli di fenilalanina, ed è necessario che il neonato sia sottoposto a ulteriori analisi. 
Oppure, la diagnosi viene raggiunta utilizzando il sangue prelevato alla nascita (almeno dopo 48 ore) e analizzandolo con un cromatografo per amminoacidi. Con questo test si hanno meno falsi positivi.

## Terapia e profilassi
La malattia può essere tenuta sotto controllo mediante una dieta povera di fenilalanina, sostituendo cioè le proteine alimentari con una miscela dei singoli aminoacidi, ma privi di fenilalanina. Quest'ultimo amminoacido deve comunque essere fornito in quantità controllate in quanto amminoacido essenziale (quindi non sostituibile con altre molecole) ed indispensabile alla produzione delle proteine dei tessuti dell'organismo. I fabbisogni giornalieri di fenilalanina sono stimati in seguito ai controlli ematici effettuati ai pazienti PKU. Si ritiene che i valori ottimali di fenilalanina ematica per i pazienti PKU siano tra i 2,0 e 6,0 mg/100 mL di sangue. La malattia si può inoltre mantenere sotto controllo con l'uso di un medicinale (Kuvan), prodotto in forma di compresse somministrabili in base alla gravità della malattia, che può variare nel corso del tempo.

## PKU e gravidanza
Le pazienti affette da PKU che non seguano una dieta controllata in fenilalanina creeranno seri problemi al feto in quanto questo amminoacido, in alte concentrazioni ematiche, è tossico. I rischi cardiaci e di microcefalia possono essere evitati unicamente programmando la gravidanza e mettendosi a dieta prima del concepimento. In questi casi non sembrano tornare utili farmaci come il Kuvan, la molecola sintetica del BH4 (sapropterina diidroclorato) prodotta negli Stati Uniti dalla Biomarin e in Europa dalla Merck-Serono. Questa molecola, utile in una forma molto rara della PKU in cui non è coinvolta l'attività dell'enzima p-fenilalanina idrossilasi ma, appunto la BH4, ha una qualche utilità nelle iperfenilalaninemie lievi o BH4 responsive, ma non è assolutamente in grado di controllare la fenilalanina ematica nelle forme di PKU classica. La dietoterapia è la unica soluzione per una gravidanza senza problemi per il feto.
Durante la gravidanza, dal 4-5 mese in poi, la tolleranza alla fenilalanina aumenta progressivamente passando da valori, ad esempio, di 300 mg/die a 1400 mg/die al termine della gravidanza. Questo aumento della tolleranza è dovuto all'attività epatica del feto che, non essendo PKU (sarà un eterozigote per la malattia), è in grado di metabolizzare e smaltire sia la propria fenilalanina, sia quella in eccesso della madre.